# John Green (pisarz)
John Michael Green (ur. 24 sierpnia 1977 w Indianapolis) – amerykański pisarz gatunku young adult i wideobloger.
W 2006 zdobył nagrodę Printz Award za debiut Szukając Alaski, w 2012 jego powieść Gwiazd naszych wina osiągnęła pierwsze miejsce na liście bestsellerów New York Timesa, a w 2014 została zekranizowana. W roku 2014 został uznany przez magazyn Time za jedną ze 100 najbardziej wpływowych osób na świecie.
Od 2007 roku prowadzi wraz ze swoim bratem Hankiem na YouTube kanał „VlogBrothers”, na którym powstało łącznie 11 serii zawierających „Crash Course” – kanał edukacyjny zawierający treści z zakresu literatury, historii, fizyki oraz chemii.

## Twórczość

### Powieści
- Szukając Alaski (Looking for Alaska, 2005), polskie wydanie: 9 października 2013
- 19 razy Katherine(inne języki) (An Abundance of Katherines, 2006), polskie wydanie: 4 czerwca 2014
- W śnieżną noc(inne języki) – z Maureen Johnson(inne języki) i Lauren Myracle(inne języki) (Let It Snow: Three Holiday Romances, 2008), polskie wydanie: 19 listopada 2014
- Papierowe miasta (Paper Towns, 2008), polskie wydanie: 3 czerwca 2013
- Will Grayson, Will Grayson(inne języki) – z Davidem Levithanem(inne języki) (Will Grayson, Will Grayson, 2010), polskie wydanie: 4 marca 2015
- Gwiazd naszych wina (The Fault in Our Stars, 2012), polskie wydanie: 6 lutego 2013
- Żółwie aż do końca(inne języki) (Turtles All the Way Down, 2017), polskie wydanie: 22 listopada 2017

### Opowiadania
- „The Approximate Cost of Loving Caroline”, Twice Told: Original Stories Inspired by Original Artwork (2006)
- „The Great American Morp” Mój pierwszy bal (21 Proms, 2007), polskie wydanie: 15 lutego 2018
- „Freak the Geek”, Geektastic: Stories from the Nerd Herd (2009)
- „Reasons”, What You Wish For (2011)
- Double on Call and Other Short Stories (2012)

### Inne
- (2009) Thisisnottom, opowiadanie interaktywne.
- (2010) Zombicorns, opowiadanie na licencji Creative Commons.
- (2012) The War for Banks Island, sequel Zombicorns, dostępny mailowo dla dawców P4A.
- The Sequel, nieskończona powieść, której część została wykorzystana przy tworzeniu „Gwiazd naszych wina”. Pierwsze 6 tysięcy słów dostępne mailowo dla dawców P4A.
- (2013) The Space & The Cat and the Mouse, książka P4A zawierająca urywek wczesnego szkicu nowej powieści oraz opowiadania z dzieciństwa.
- (2014) An Imperial Affliction, urywki użyte w ekranizacji Gwiazd naszych wina, później udostępnione dla dawców P4A.

## Nagrody i nominacje
- 2006 – Michael L. Printz Award za Szukając Alaski
- 2007 – Nominacja do Michael L. Printz Award za 19 razy Katherine
- 2009 – Edgar Allan Poe Award w kategorii Best Young Adult Novel za Papierowe miasta
- 2010 – Corine Literature Prize w kategorii Young Adult Novel za Papierowe miasta
- 2012 – Indiana Authors Award w kategorii National Author Award
- 2013 – Children’s Choice Book Awards w kategorii Teen Book of the Year za Gwiazd naszych wina
- 2013 – Los Angeles Times Book Prize w kategorii Innovator's Award
- 2014 – mtvU Fandom Awards w kategorii Visionary Award